# Hemiceras zula
Hemiceras zula är en fjärilsart som beskrevs av William Schaus 1911. Hemiceras zula ingår i släktet Hemiceras och familjen tandspinnare. Inga underarter finns listade i Catalogue of Life.